# Kraemeriidae
Los Kraemeriidae son una familia de peces, sobre todo especies marinas pero también algunas de estuario y agua dulce de río, incluida en el orden Perciformes.

## Hábitat
Se distribuyen por mares y algunos ríos de la zona del océano Índico y océano Pacífico.
Por lo general viven en aguas poco profundas de arena; muchos están escondidos en madrigueras con sólo la cabeza fuera.

## Morfología
Tienen el cuerpo muy alargado y sin escamas en la piel; la punta de la lengua con dos lóbulos; la mandíbula inferior sobresale de la barbilla; ojos pequeños; las aletas dorsal y anal con confluyen con la aleta caudal, normalmente una sola aleta dorsal; la longitud máxima descrita es de 6 cm.

## Géneros y especies
Existen nueve especies agrupadas en dos géneros:
- Género Gobitrichinotus (Fowler, 1943)
  - Gobitrichinotus arnoulti (Kiener, 1963)
  - Gobitrichinotus radiocularis (Fowler, 1943)
- Género Kraemeria (Steindachner, 1906)
  - Kraemeria bryani (Schultz, 1941)
  - Kraemeria cunicularia (Rofen, 1958)
  - Kraemeria galatheaensis (Rofen, 1958)
  - Kraemeria merensis (Whitley, 1935)
  - Kraemeria nuda (Regan, 1908)
  - Kraemeria samoensis (Steindachner, 1906)
  - Kraemeria tongaensis (Rofen, 1958)